# PB-108
PB-108 — сторожовий корабель Імперського флоту Японії.
Корабель спорудили як «Arend» в 1930 році на нідерландській верфі Mij Fijenoord у Східамі на замовлення ВМФ Нідерландів.  Втім, відомо, що в 1930 – 1931 роках він здійснив плавання до Вест-Індії.
Навесні 1935-го «Arend» прослідував на схід, де увійшов до Goevernementsmarine (військово-морська агенція уряду Нідерландської Ост-Індії). Тут призначенням корабля була патрульна служба із акцентом на боротьбу з транспортуванням опіуму. 
З початком Другої світової війни «Arend» знову підпорядкували ВМФ і з 25 вересня 1939-го він став HrMs Arend. При цьому корабель дооснастили гідролітаком, після чого він почав нести службу з базуванням на Амбон (південна частина Молуккського архіпелагу).
16 грудня 1941-го HrMs Arend прибув до Соронгу (північно-західне завершення новогвінейського півострова Чендравасіх) із пальним для розміщеного тут загону літаючих човнів. Тієї ж доби він був безуспішно атакований японським літаючим човном Kawanishi H6K5.
Станом на кінець лютого 1942-го корабель перебував в Танджонг-Пріоку поблизу Батавії (наразі столиця Індонезії Джакарта). 27 лютого він отримав тут сильні пошкодження при авіанальоті і 1 березня був затоплений щоб попередити його потрапляння до рук ворога (того ж 1 березня японці висадились на західному ат східному завершенні Яви, а за тиждень під їх контроль перейшла і Батавія).
В квітні 1943-го японці підняли корабель та відвели до Сурабаї (головна база та судноремонтний центр на сході Яви), де з 29 січня по 12 жовтня 1944-го він пройшов ремонт, під час якого, зокрема, котли замінили на обладнання японського виробництва. При цьому нові володарі перейменували судно на Сторожовий корабель № 108 (PB-108) та віднесли його до 22-ї Спеціальної Військово-морської бази (22nd Special Base Force), що знаходилась в Балікпапані (центр нафтовидобувної промисловості на сході Борнео).
З середини грудня 1944-го PB-108 ніс конвойну службу в районі Сурабаї, Банджермасіну (південно-східне завершення Борнео), Балікпапану та Таракану (інший центр нафтовидобутку на сході Борнео), а також один раз відвідав Таві-Таві (база на південному завершенні архіпелагу Сулу).
25 – 26 березня 1945-го PB-108 ескортував конвой з Банджермасіну до Макассару (південно-західний півострів острова Сулавесі), а 27 – 28 березня прослідував до Помалаа (тут на південно-східному півострові Сулавесі діяв нікелевий рудник та плавильний завод), звідки мав забрати та доставити до Сурабаї персонал та запасні частини однієї з авіагруп ВМС. В Помалаа корабель завантажився протягом години та увечері того ж 28 березня вийшов у море. Менш ніж за годину після виходу PB-108 був атакований та потоплений сімома бомбардувальниками B-24, загинуло 69 членів екіпажу.